# Саймон Барлі
Саймон Барлі (англ. Simon Burley; близько 1336—1388) — англійський лицар, фаворит короля Річарда II, кавалер ордена Підв'язки. Брав участь у Столітній війні під командуванням Едуарда Чорного принца, став вихователем його сина Річарда II, завдяки чому після 1377 року виявився одним з найвпливовіших людей Англії. Лорди-апелянти у 1388 році домоглися суду над Барлі, а потім і його страти. У 1399 році вирок був скасований.

## Життєпис
Саймон Барлі належав до незнатного лицарського роду. Він був середнім або молодшим з трьох синів Роджера Барлі, який володів землями в Герефордширі, і братом Джона Барлі, який, як і його син Річард, був кавалером ордена Підв'язки. Саймон народився приблизно в 1336 році. Представлений до двору своїм родичем Уолтером Барлі, він став другом спадкоємця престолу Едуарда Чорного принца. У 1350 році Барлі брав участь у морській війні з Кастилією, у 1355 році — у поході короля Едуарда III до Північної Франції. У 1364 році він з'явився в оточенні Чорного принца в Аквітанії. Саймон був у складі посольства до Педро I Жорстокого у 1366 році, а роком пізніше — у складі армії Чорного принца, що розбила Енріке II Трастамарського при Нахері і повернула Педро кастильський престол. Коли відновилася війна з Францією, Барлі потрапив у полон поблизу Лузіньянского замку, але незабаром був викуплений (1369—1370 роки).
Чорний принц призначив Барлі вихователем свого сина Річарда Бордоського; останній в 1377 році став королем під ім'ям Річарда II у віці всього 10 років, і в результаті Барлі виявився одним з найвпливовіших людей в Англії. Річард ставився до нього з глибокою повагою, мати короля, також, дуже його поважала. Саймон отримав ряд земельних пожалувань, грошовий пенсіон, посади сокольничого, констебля замків Віндзор, Вігмор, Гілфорд. У 1381 році він став кавалером ордена Підв'язки, в 1382 році — помічником управителя королівського двору, інспектором володінь корони в Південному Уельсі. У 1384—1387 роках Барлі був лордом-хранителем П'яти портів і констеблем Дуврського замку.
Сер Саймон брав активну участь у державних справах. У 1381 році він здійснив поїздку до Праги, де уклав договір про одруження Річарда II на сестрі чеського короля Анні; пізніше він зустрів наречену свого монарха в Брюсселі і супроводжував її до Лондона. У 1385 році Барлі брав участь у шотландському поході на чолі загону у двадцять латників і тридцять лучників. Королеву, на яку він мав великий вплив, сер Саймон намагався протиставити ланкастерської «партії» на чолі з Джоном Гонтом — могутнім дядьком короля. Однак засилля фаворитів короля стало причиною заколоту. Наприкінці 1387 року група лордів на чолі з герцогом Глостером, графами Арунделом і Воріком подала апеляцію на дії наближених Річарда II та почала збирати армію.

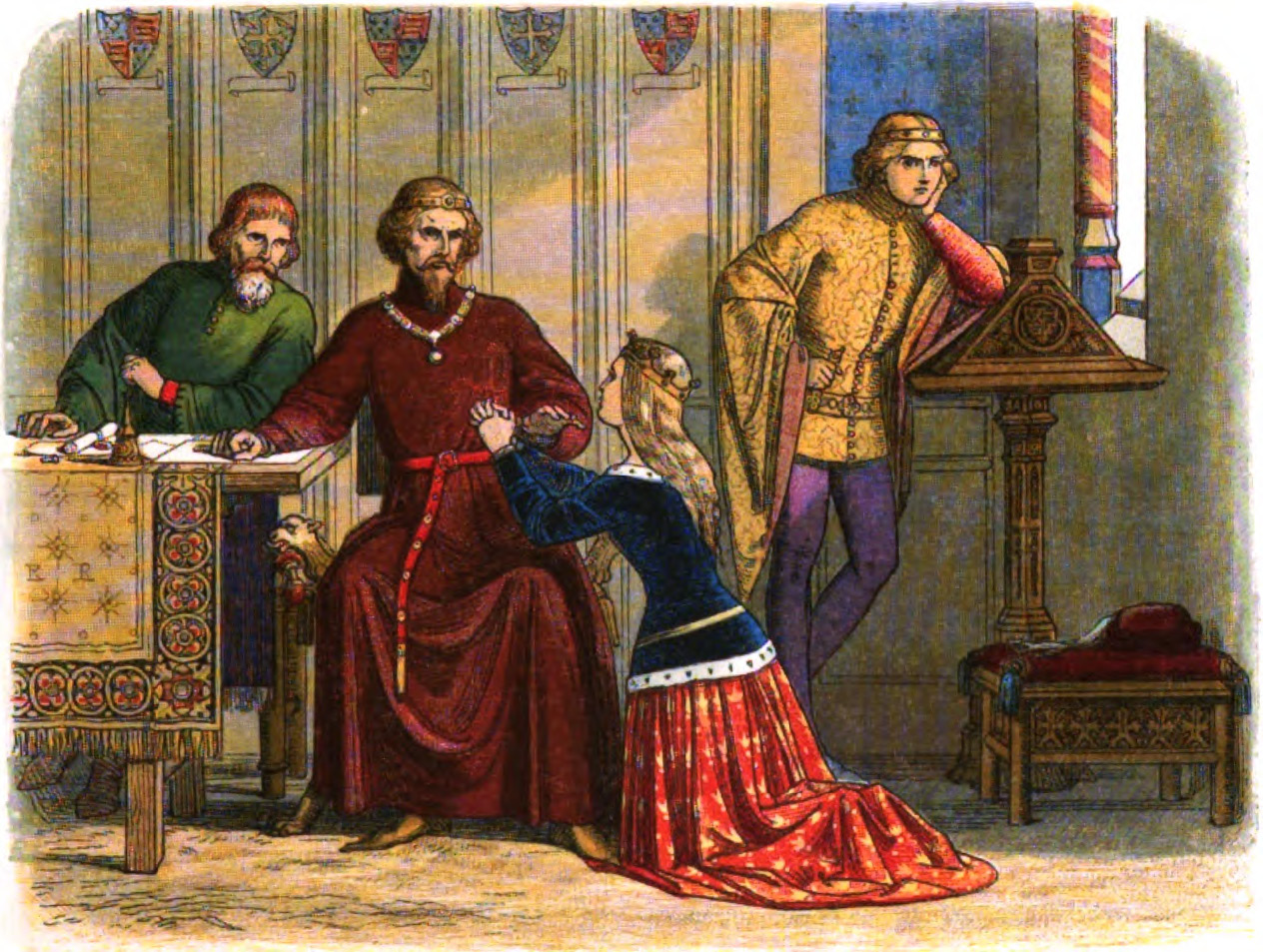
Королева Анна благає зберегти життя Саймону Барлі. Ілюстрація до «Хронік Англії», 1864 рік.

Відомо, що Барлі, дізнавшись про ці події, хотів втекти з Англії, але ще один королівський фаворит, Роберт де Вер, 9-й граф Оксфорд, переконав його це не робити. Лорди-апелянти зажадали від Річарда II арешту його улюбленців, включаючи сера Саймона, і передання їх суду парламенту. Король дав формальну згоду, але виконувати її не поспішав. Тим часом граф Оксфорд теж зібрав військо; у Редкот-Брідж 19 грудня 1387 відбулася битва, в якій апелянти здобули перемогу. Після цього вони зайняли Лондон, а король сховався в Тауері та був змушений схвалити арешт Барлі та інших своїх фаворитів. 3 лютого 1388 року в «Безжальному парламенті» почався суд. Сера Саймона звинуватили у зловживаннях владою, шляхом яких його річний дохід за кілька років виріс з двадцяти маркок до трьох тисяч, у створенні корумпованої судової системи й навіть у намірі продати Дувр французам. Суд засудив його до страти через повішення, патрання і четвертування. Королева Анна на колінах благала лордів-апелянтів помилувати Барлі, але ті проігнорували її благання; Арундел при цьому навіть образив королеву, а Глостер заявив Річарду II, що, якщо той хоче залишатися королем, сер Саймон повинен померти.
Річард зміг зробити для свого улюбленця тільки одне — замінити жорстоку кваліфіковану кару на просте обезголовлення. Вирок був приведений у виконання на Тауерському пагорбі, причому перед цим сера Саймона провели зі зв'язаними руками через весь Лондон.

## Після смерті
Страта Барлі засмутила і розгнівала Річарда II. У 1397 році він помстився лордам-апелянтам, організувавши суд над ними (дослідники відзначають, що цей суд став своєрідним дзеркальним відображенням «Безжального парламенту»); Арундела засудили до смерті та обезголовили, Воріку замінили страту на довічне заслання, а Глостера засудили за зраду посмертно (він помер у вересні 1397 року). При цьому ніхто не сумнівався в тому, що насправді Глостера вбили за наказом короля. Вирок, винесений Барлі, був скасований 22 березня 1399 року.
Хроніст Жан Фруассар оплакав смерть сера Саймона, схарактеризувавши його як свого друга, мудрого і благородного лицаря. Можливо, ця дружба була пов'язана з захопленням Барлі лицарськими романами: в опису майна сера Саймона, складеному 7 листопада 1387 року, фігурує каталог бібліотеки, що включала двадцять одну книгу, в тому числі твори цього жанру.
Саймон Барлі став персонажем романів Артура Конан Дойла «Білий загін» і Зінаїди Шишової «Джек-Соломинка».